# Luis Márquez (piłkarz)
Luis Alberto Márquez Quezada (ur. 10 lutego 1995 w Guadalajarze) – meksykański piłkarz występujący na pozycji środkowego lub ofensywnego pomocnika, od 2024 roku zawodnik amerykańskiego Panathinaikosu Chicago.